# Wizard (banda de Alemania)
Wizard es una banda de power metal originaria de Alemania, formada en 1989 por el baterista Sören van Heek.
La banda se le llamaba a menudo como "Alemania" en respuesta a Manowar". Las letras son similares, pues hablan de batallas, el metal, la guerra, el acero y personajes medievales. La excepción es el álbum Odin , que es un álbum conceptual acerca de la mitología nórdica, Goochan que es una historia de fantasía acerca de una bruja, Thor, que es también acerca de la mitología del norte y ...of Wariwulfs y Bluotvarwes que es sobre vampiros y hombres lobo. 
El 2003 el guitarrista original Michael Maass dejó la banda por problemas de salud. Actualmente tienen un nuevo guitarrista en Dano Boland, a principios de 2004. 
El 2006 la banda dejó el sello Limb Music después de cuatro álbumes y se unió al sello Masacre Records con un nuevo álbum que se publicó el 27 de enero de 2007, titulado Goochan. 
El 18 de mayo de 2007, Michael Maass regresó a la banda después de un periodo de cuatro años. 

## Miembros
- Sven D'Anna - Vocalista (1989-)
- Dano Boland -Guitarra (2004-)
- Michael Maass - Guitarra (1989-2003, 2007-)
- Volker Leson - Bajo (1989-)
- Sören van Heek (Snoppi) - batería (1989-)

## Discografía
- Son of Darkness (1995)
- Battle of Metal (1997)
- Bound by Metal (1999)
- Head of the Deceiver (2001)
- Odin (2003)
- Magic Circle (2005)
- Goochan (2007)
- Thor (2009)
- ...Of Wariwulfs and Bluotwarves (2011)
- Trail of Death (2013)
- “Fallen Kings” 2017